# Cantone di Compiègne-Sud-Ovest
Il Cantone di Compiègne-Sud-Ovest era una divisione amministrativa dell'arrondissement di Compiègne.
È stato soppresso a seguito della riforma complessiva dei cantoni del 2014, che è entrata in vigore con le elezioni dipartimentali del 2015.
Comprendeva parte della città di Compiègne e i comuni di:
- Armancourt
- Jaux
- Jonquières
- Le Meux
- Venette